# Святиловка
Святиловка (укр. Святилівка) — село,
Святиловский сельский совет,
Глобинский район,
Полтавская область,
Украина.
Код КОАТУУ — 5320688101. Население по переписи 2001 года составляло 1594 человека.
Является административным центром Святиловского сельского совета, в который, кроме того, входят сёла
Кривая Руда,
Липовое,
Проценки и
Струтиновка.

## Географическое положение
Село Святиловка находится на левом берегу Сульского лимана Кременчугского водохранилища (Днепр) в месте впадения в неё реки Кривая Руда,
выше по течению которой на расстоянии в 1 км расположено село Кривая Руда.
Село с трёх сторон окружено водой.

## История
Село Святиловка существует с XVII века.

## Экономика
- Свино-товарная ферма.
- Святиловское товарорыбное хозяйство.
- ВП АФ «им. Шевченка» ТОВ ИПК «Полтавазернопродукт».

## Объекты социальной сферы
- Школа.
- Амбулатория.
- Дом престарелых.

## Достопримечательности
- Сулинский ландшафтный заказник[3].

## Известные люди
- Шпаковский Сергей Петрович — Герой Советского Союза[2], родился в селе Святиловка.